# Turnaikum

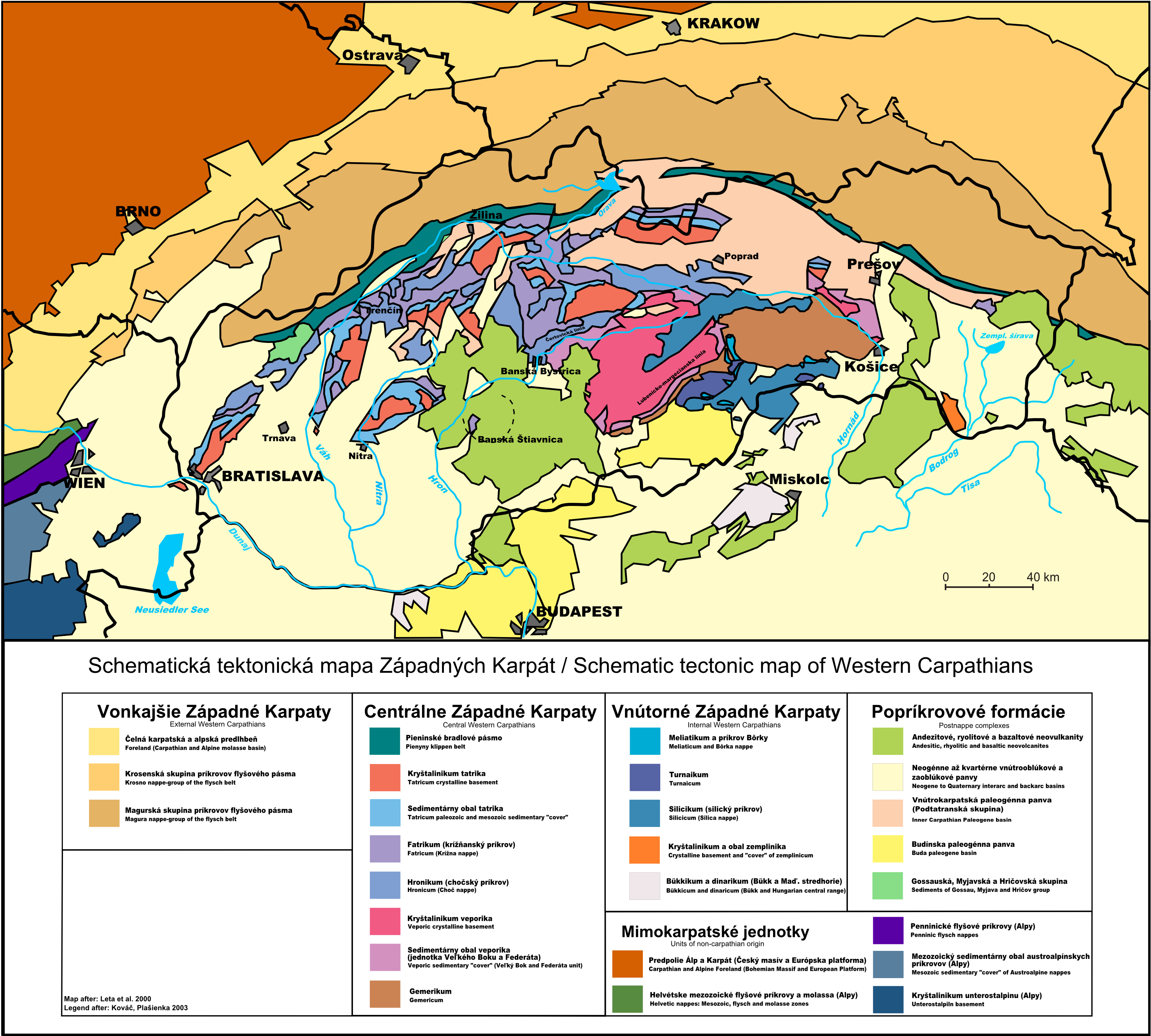
Tektonická mapa Slovenska

Turnaikum (také se používá maďarské označení tornaikum) je tektonická superjednotka Západních Karpat. V koncepcích některých autorů je turnaikum označováno jako jižní rudabányaikum. Je tvořeno slabě přeměněnými usazenými horninami, které jsou vzhledem ke svému podloží v příkrovové pozici. Tvoří příkrov Slovenskej skaly a turnianský příkrov. Podle předpokladů mělo tvořit svah Meliatského oceánu. Výskyt hornin turnaika je doložen na Slovensku v Revúcké vrchovině, Licinské pahorkatině a Slovenském krasu, v Maďarsku v severní části pohoří Rudabánya nejčastěji v nadloží meliatika a v podloží silicika..
Pojmenování turnaikum je odvozeno od řeky Turňa, jehož podstatná část vystupuje v Turnianské kotlině, mezi Brusníkem a Slovenskou skalou, v okolí Štítniku a Honců.

## Stratigrafie
Vrstevní sled turnaika začíná ve svrchním karbonu a končí ve svrchním triasu případně možná pokračuje i do jury. Nejstarší formace tvoří karbonské flyšové turbidity (turiecké souvrství), nad nimi permské červené sedimenty (brusnícké souvrství) a nakonec triasové karbonáty bazénových facií (vápence s rohovci), nad nimiž se místy nacházejí jurské flyšové sedimenty, občas s hojnými oblázky vápenato-alkalických vulkanitů.